# Alfredo Testoni
Alfredo Testoni (Bologna, 11 ottobre 1856 – Bologna, 17 dicembre 1931) è stato un commediografo e poeta italiano, autore di testi in italiano e in dialetto bolognese.
È noto soprattutto per aver scritto la commedia Il cardinale Lambertini, grande successo teatrale sin dal 1905 (riproposto poi sullo schermo dall'attore Gino Cervi in un film diretto da Giorgio Pàstina). Il nipote, Gian Carlo Testoni, è stato uno dei più noti parolieri italiani e padre del compositore Giampaolo Testoni.

## Biografia

### Gli inizi

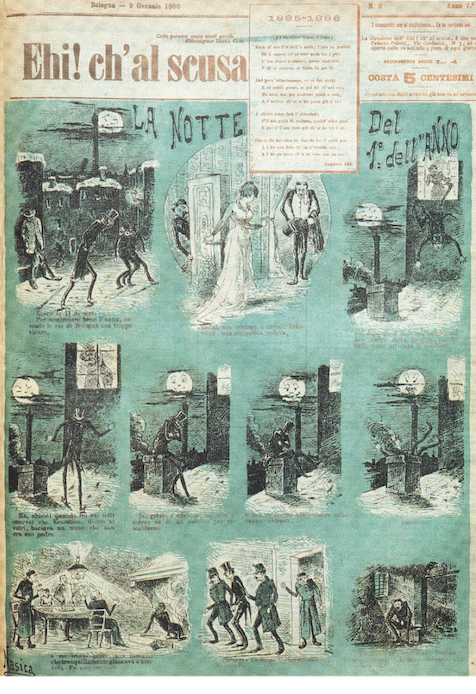
Un raro numero a colori di «Ehi! ch'al scusa» (9 gennaio 1886).

Nato in via San Felice, nel centro storico di Bologna, Alfredo Testoni iniziò a scrivere giovanissimo. Non aveva ancora compiuto vent'anni quando, nel gennaio 1877, la sua farsa Lucciole per lanterne venne messa in scena in un importante teatro cittadino, il Teatro del Corso di via Santo Stefano (distrutto da un bombardamento nel 1944). Fu un insuccesso, ma il fiasco non lo scoraggiò.
La sua occupazione principale all'epoca rimase comunque quella di giornalista. Fu tra i fondatori del periodico umoristico Ehi! ch'al scusa e collaborò con Il Resto del Carlino, testata sulla quale, tra l'altro, pubblicò a puntate il romanzo Ma..., venendo pagato poco più di una lira per ogni appendice. Nel corso degli anni, comunque, il crescente successo delle sue commedie lo portò a dedicarsi esclusivamente al teatro.

### La produzione dialettale

Caricatura di Alfredo Testoni realizzata dal disegnatore e collaboratore Umberto Tirelli, 1905 circa

Alfredo Testoni scriveva principalmente in dialetto bolognese. È ritenuto l'autore più prolifico e più rappresentato del teatro petroniano con le sue decine di commedie. Già nel 1886 pubblicò una raccolta in due volumi delle sue opere dialettali, intitolata Teater bulgneis ("teatro bolognese").
Tra le sue commedie, sono menzionabili Al tròp è tròp ("Il troppo è troppo") del 1878, Insteriari ("Stregonerie") del 1881, Pisuneint ("Inquilini") del 1883, Acqua e ciaccher ("Acqua e chiacchiere") del 1899, El noster prossum ("il nostro prossimo") del 1910, Quand a j era i franzis ("quando c'erano i francesi") del 1926, El fnester davanti ("le finestre davanti") del 1927. Testoni fu anche un apprezzato poeta dialettale, famoso per i suoi umoristici Sonetti della Sgnera Cattareina ("la signora Caterina").
La sua opera più importante, Il cardinale Lambertini, venne scritta in lingua italiana. La radio prima e poi la neonata televisione mandarono in onda la sua commedia Il successo. Un'altra sua opera teatrale, Il nostro prossimo, venne trasposta in un film nel 1943.

### Ricordo
Testoni è sepolto nel Chiostro X del cimitero monumentale della Certosa di Bologna; il monumento in marmo e bronzo è opera di Alfonso Borghesani.
La sua città natale l'ha ricordato intitolandogli la via in cui abitò fino alla morte (una laterale di via Ugo Bassi) nonché l'omonimo teatro.
Le sue commedie dialettali vengono rappresentate ancora oggi, e sono nel repertorio di tutte le compagnie teatrali petroniane. Ogni anno la compagnia Teatroaperto mette in scena Il cardinale Lambertini presso il Teatro Dehon, gestito dalla compagnia stessa.
Lo stesso Testoni scrisse negli ultimi anni della sua vita una serie di volumetti che andarono a costituire infine un libro unico, in memoria della città di quando era giovane, Ottocento bolognese, facendovi confluire una vera e propria rievocazione nostalgica della Bologna del secondo Ottocento, assieme a numerosi aneddoti che videro protagonisti i personaggi di maggiore rilievo attivi in quel periodo nella città felsinea.
Fino al 2015 il Teatro comunale di Casalecchio di Reno era intestato ad Alfredo Testoni, per poi essere intitolato alla memoria dell'attrice casalecchiese Laura Betti.